# Nicander (Södermanland)
Nicander är en släkt från Södermanland. Astronomen Henric Nicander samt författaren och lyrikern Karl August Nicander tillhör denna släkt.

## Stamtavla i urval – kända ättlingar
- Per Persson, skattebonde, Farneby, Vrena socken, Södermanland[1]
  - Henrik Nicander (1744–1815), astronom och statistiker[1]
  - John Nicander, konrektor vid Strängnäs trivialskola, gift med Ulrika Sellström
    - Karl August Nicander (1799–1839), författare och lyriker